# Анастасьев, Григорий Терентьевич
Григорий Терентьевич Анастасьев (1 ноября 1902, Глодосы, Херсонская губерния — 14 декабря 1974, Москва) — советский военный, спортсмен и тренер по конному спорту; Заслуженный мастер спорта СССР (1950), Заслуженный тренер СССР (1957), судья всесоюзной категории (1954).

## Биография
Родился 1 ноября 1902 года в селе Глодосы Российской империи (ныне — Новоукраинский район Кировоградской области Украины) в крестьянской семье.
Был пастухом. В 1924 году поступил в ряды Красной армии. В 1926—1928 годах обучался на Краснознаменных кавалерийских курсах усовершенствования командного состава (ККУКС) в Новочеркасске, после чего работал преподавателем. В августе 1941 года Анастасьев стал командиром курсантского эскадрона Чкаловского кавалерийского училища. Затем был руководителем конного дела Ташкентского кавалерийского училища в Чирчике, а с 1942 года — старшим преподавателем в Краснознаменной Высшей офицерской кавалерийской школе.
После окончания Великой Отечественной войны занимался конным спортом. Становился чемпионом СССР 1946, 1947, 1948, 1949, 1952 годов по преодолению препятствий. В 1953 году ушел в запас в звании полковника. После окончания военной карьеры, с 1954 года, работал в Комитете по физической культуре и спорту при Совете министров СССР. С этого же года был тренером сборной СССР по конному спорту. Государственный тренер СССР по конному спорту в 1954—1974 годах.
В числе его учеников — выдающаяся советская спортсменка Елена Петушкова, а также Сергей Филатов, Иван Кизимов и Иван Калита.
Умер 14 декабря 1974 года в Москве. Похоронен на Хованском кладбище города.

### Семья
В Новочеркасске Григорий Анастасьев женился на казачке — Клавдии Ивановне. В семье родилось десять детей (трое из них — Виталий, Владимир и Вадим умерли в детском возрасте). Семерых они вырастили — Тамара, Николай, Лена, Юрий, Григорий, Сергей и Галина.

## Награды
- Орден Ленина (1953)
- Орден Трудового Красного Знамени (1949)
- Орден Красной Звезды (1943)
- Орден «Знак Почёта» (16.09.1960, за успешные выступления в XVII летних и VIII зимних Олимпийских играх 1960 года, а также за выдающиеся спортивные достижения[4]; 1972)
- медали, в числе которых «За победу над Германией в Великой Отечественной войне 1941—1945 гг.» (1945)[1]